# Promet Irske

## Općenito
Cestovna i željeznička mreža počinju u Dublinu, a otuda se granaju ceste i pruge cijelim otokom. Riječna plovidbena mreža raspolaže s otprilike 1 000 km plovnih putova, a glavni su Veliki kanal i Kraljevski kanal. Pomorska plovidba jako je važna i za irsku privredu,i zbog putničkoga prometa (luke Cork, Cobh i Limerick) i zbog trgovačkoga (Dublin). Najvažnije zračne luke su Dublin i Cork.

## Vrste
- Cestovni promet u Irskoj
- Željeznički promet u Irskoj
- Zračni promet u Irskoj
- Riječni promet u Irskoj
- Morski promet u Irskoj